# Kantō-Ebene

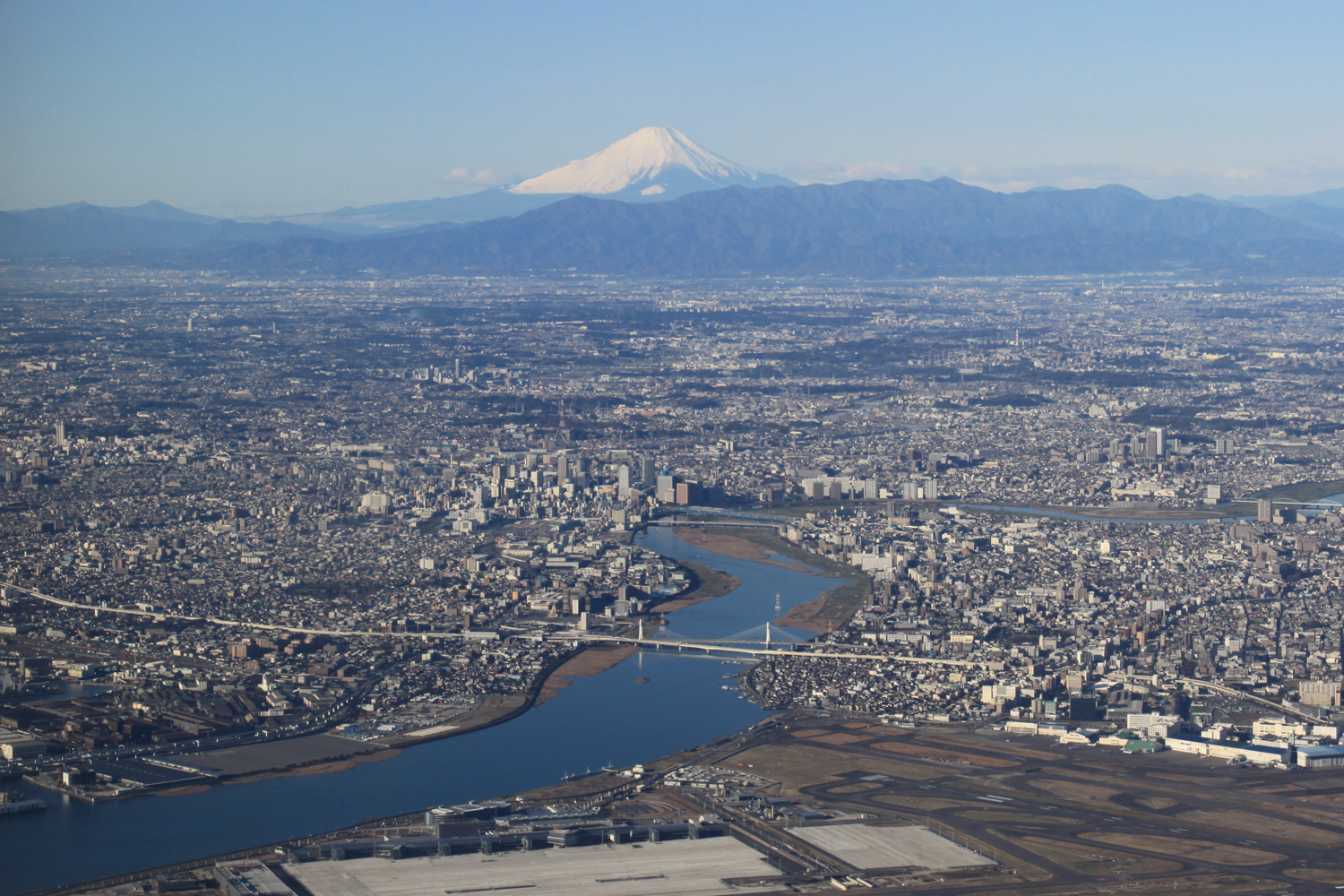
Tokio in der Kantō-Ebene, hinten der Vulkan Fuji

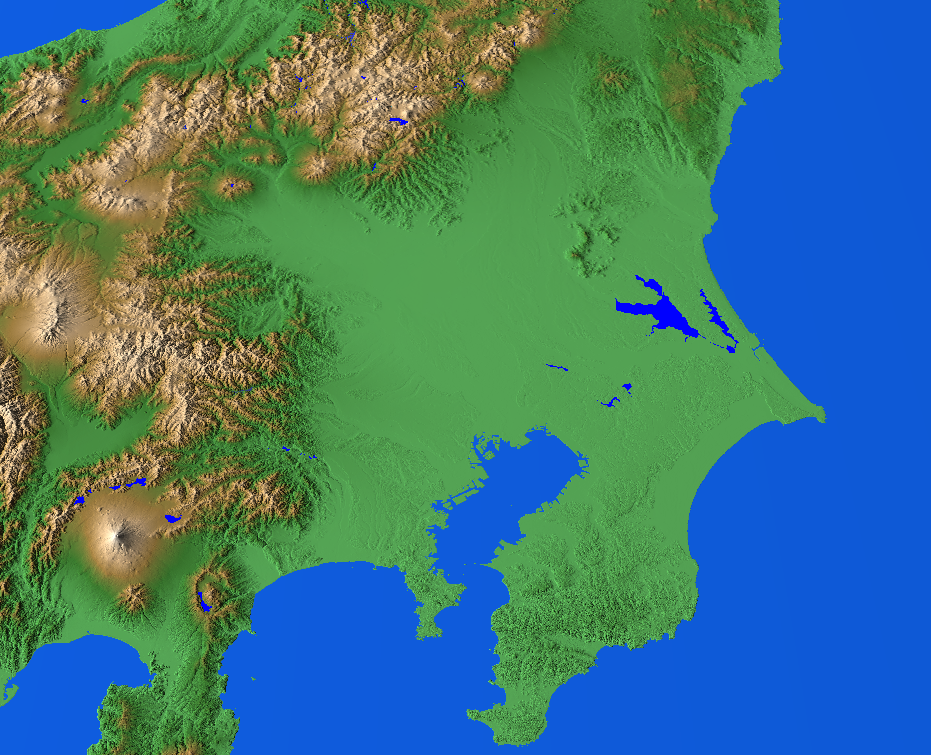
Topografisches Profil, in der Mitte die Bucht von Tokio

Die Kantō-Ebene (japanisch 関東平野, Kantō heiya) ist die größte Ebene in Japan. Sie befindet sich in der nach ihr benannten Region Kantō im zentralen Teil der Hauptinsel Honshū. Die 16.172 km² große Ebene erstreckt sich über die Präfekturen Tokio, Gunma, Kanagawa, Saitama und Tochigi. Das Gebiet wird vor allem von der Metropolregion Tokio mit den Städten Tokio, Yokohama, Kawasaki, Saitama, Chiba und Sagamihara geprägt.

## Geographie
Im Norden grenzt die Kantō-Ebene an das Abukuma-Hochland, das Yamizo-Bergland, das Ashio-Bergland und den Nasu-Vulkankomplex. Im Westen stößt sie an das Kantō-Bergland und an das Hakone-Gebirge. Die östliche Begrenzung bilden die Küstenabschnitte von Kashima und Kujūkuri. Im Süden liegen die Bōsō-Halbinsel, die Bucht von Tokio, die Miura-Halbinsel und die Sagami-Bucht. Die meisten Flüsse entspringen in den nördlichen und westlichen Erhebungen und fließen süd- oder ostwärts in den Pazifischen Ozean, die Bucht von Tokio oder die Sagami-Bucht. Dazu gehören Tone im Zentrum, Watarase, Kinu, Kokai, Naka und Kuji im Norden sowie Arakawa, Sagami und Tama im Süden. Die Einzugsgebiete dieser Flüsse bilden das alluviale Tiefland der Kantō-Ebene.
Ein großer Teil der Ebene setzt sich aus einer Reihe von Hochflächen zusammen. Zu ihnen gehören die Plateaus von Ōmiya, Musashino, Sagamino, Shimōsa und Jōsō. Durch flache Flusstäler werden sie in kleinere Hochflächen unterteilt. Eines der gemeinsamen Merkmale ist, dass sie mit dicken Lehmschichten bedeckt sind. Vulkanische Asche umliegender Vulkane wie Asama, Haruna und Akagi im Norden sowie Hakone und Fuji im Südwesten hat ebenfalls zur Schichtbildung beigetragen. Von den Hochflächen ist jene von Musashino die größte. Sie erstreckt sich von Ōme im Westen (190 m T.P.) bis nach Yamanote (20 m T.P.) im Osten, wo sie an die Schwemmebenen des Arakawa und des Sumida grenzt.
Hügel inmitten der Kantō-Ebene stehen auf Strata des Tertiärs, wie das Sayama-Hügelland und das Tama-Hügelland, die Höhen zwischen 100 und 200 Metern erreichen. Hügel am westlichen Rand der Kantō-Ebene – dazu gehören das Hiki-Hügelland, das Koma-Hügelland, das Kusahana-Hügelland und das Kaji-Hügelland – erreichen ebenfalls Höhen von rund 200 Metern. Bemerkenswert ist die übergreifende Schrägstellung der Hochflächen und Hügelländer. Im Allgemeinen ist die gesamte Region leicht verbogen und auf den Fluss Tone sowie die Bucht von Tokio zentriert. Die Auswirkungen der Plattentektonik führen dazu, dass die zentrale Region der Ebene allmählich absinkt.